# Nueva Vizcaya

Ifugao

Nueva Vizcaya – prowincja na Filipinach, położona w północno-środkowej części wyspy Luzon. Od zachodu graniczy z prowincją Benguet, od północy z prowincją Ifugao, od wschodu z prowincjami Isabela, Quirino i Aurora, od południa z prowincjami Nueva Ecija i Pangasinan. Powierzchnia: 4378,8 km². Liczba ludności: 397 837 mieszkańców (2007). Gęstość zaludnienia wynosi 90,9 mieszk./km². Stolicą prowincji jest Bayombong.